# Harkiv
Harkiv ili Harkov (ukrajinski: Харків, ruski: Харьков) drugi je po veličini grad u Ukrajini. Harkov je bio prvi glavni grad sovjetske Ukrajine, a danas je administrativno središte Harkivske oblasti, kao i administrativno središte Harkivskog rajona u sklopu oblasti. Grad je smješten na sjeveroistoku zemlje i prema popisu iz 2006. godine u njemu živi 1 461 300 stanovnika.
Harkiv je jedan od glavnih kulturnih, znanstvenih, prosvjetnih, prometnih i industrijskih središta u Ukrajini. U gradu se nalazi stotine industrijskih poduzeća, a među njima su i svjetski poznata poput Morozov Design Bureau i Malyshev Tank Factory, svjetski predvodnici u izgradnji vojne opreme i vojnih vozila još od 1930. godine. Također su prisutna poduzeća Hartron za zrakoplovnu i nuklearnu elektroniku, te poduzeće Turboatom koje se bavi proizvodnjom snažnih mehaničkih mašina.
U gradu postoji brzi metro prijevoz dužine 35 kilometara s 28 postaja. Grad je prepoznatljiv i prema Trgu slobode (ukr. Площа Свободи) koji je trenutačno prvi po veličini trg u cijeloj Europi i sedmi po veličini u svijetu (trg je oko 700 metara dug a širina mu je stotinjak metara). U gradu se tijekom cijele godine održavaju razne kulturne i zabavne aktivnosti, a među poznatijim festivalima su: fikcijski Zvjezdani most, glazbeni Harkovski jazz festival, filmski Harkovska Sirena, i međunarodni glazbeni festival Harkovski ansambli.

## Zemljopis i klima
Harkiv je smješten u sjeveroistočnom dijelu Ukrajine na zemljopisnoj poziciji 49°55′0″ N 36°19′0″ E. U povijesnom smislu Harkiv se nalazi u regiji poznatoj kao Slobidska Ukrajina (Slobidščina), gdje je duži period predstavljao glavno središte cijele regije. Grad se nalazi na sjecištu rijeka Harkov, Lopan i Udi, koje utječu u sjeverni tok rijeke Donec.
Klima Harkiva umjereno je kontinentalna, zime su uglavnom vjetrovite i snjegovite, ljeta su dovoljno topla i za mnoge vrlo ugodna. Sezonske prosječne temperature zimi nisu previše hladne, ali ni ljeta nisu previše topla: temperature se uglavnom kreću između –6,9 °C u siječnju i 20,3 °C u srpnju. Prosječna količina padalina na godinu iznosi 513 mm, ponajviše u lipnju i srpnju.

## Povijest grada
Prostor na kojemu leži današnji grad Harkiv bio je naseljen u 2. tisućljeću prije Krista, a tragovi vrlo razvijene kulture datiraju u Brončano doba. Na tim su prostorima živjeli Skiti i Sarmati te se ujedno razvijala Černjahivska kultura. Grad Harkov je osnovan sredinom 17. stoljeća, a prvo gradsko sveučilište je osnovano 1805. godine u sklopu Ruskog imperija.
Harkov je u 19. st. bio centar ukrajinske kulture. 1812. su u Harkovu pokrenute prve ukrajinske novine. Grad je bio centar prosvjetnih djelatnosti. Tijekom stoljeća grad se modernizira (asfaltiraju se ceste, uvodi se željeznica, plin i struja).
Boljševici su početkom 20. stoljeća Harkov proglasili glavnim gradom Sovjetske Ukrajine, kontrirajući političarima Ukrajinske Narodne Republike koja je imala političko središte u Kijevu. Tijekom 1930-ih su u grad stigli brojni doseljenici iz ukrajinskih sela u kojima je vladala glad.
U Sovjetskom Savezu grad je postao vrlo razvijenim vojnim i političkim središtem, a prije same okupacije grada u Drugom svjetskom ratu, iz grada su evakuirani tenkovi i vojna vozila koja su kasnije imala presudnu ulogu u oslobađanju teritorija Sovjetskog Saveza. Grad Harkov je proizveo i poznati ukrajinski tenk T-34, koji se nastavio proizvoditi nakon završetka Drugog svjetskog rata. Nakon Moskve i Lenjingrada, Harkov je predstavljao najveće znanstveno i industrijsko središte Sovjetskoga Saveza.
Nakon osamostaljenja Ukrajine, Harkiv postaje centar istočnog dijela zemlje s većinom proruskim stanovništvom. Tijekom Narančaste revolucije 2004. – 2005. je bio glavni centar dijela Ukrajine koja je podržavala Viktora Janukoviča, protivnika vođe revolucije Viktora Juščenka. Stanovnici Harkiva žele jače veze Ukrajine s Rusijom, nasuprot sljedbenicima Juščenka koji žele veze sa Zapadom.[nedostaje izvor]

## Promet grada
Grad Harkiv predstavlja jedan od prometno najrazvijenijih gradova Ukrajine. Također je povezan zračnom linijom s većim brojem svjetskih gradova. U samom gradu moguće je koristiti nekoliko oblika prijevoza, a možda najbrži oblik je metro prijevoz, koji funkcionira još od 1975. godine, uključujući tri različite linije s 28 stanica. Harkivski busevi dnevno prevezu oko 12 milijuna putnika, a također se koriste i trolejbusi, tramvaji i maršerutke (mini busevi).
Prva željeznička stanica u Harkivu otvorena je 1869. godine u sklopu željezničke linije Kursk – Harkov – Azov, sa sjevera Rusije prema Azovskom moru na jugu Ukrajine. Harkivska željeznička postaja je rekonstruirana i proširena 1901., ali je tijekom Drugog svjetskog rata uništena. Novi željeznički kolodvor je sagrađen 1952. godine. Gradom u sklopu Harkivske zračne luke također prometuje oko 200 letova dnevno, a letovi prema Kijevu i Moskvi su svakodnevni. Također postoje česti regularni letovi prema Beču i Istanbulu.

## Gospodarstvo
Nakon raspada SSSR-a gospodarstvo grada naglo slabi. Industrija se počinje oporavljati nakon 2000., te do danas gospodarska snaga grada brzo raste. Grad je centar velikih industrijskih poduzeća (Turboatom, Mališev, Hartron).

## Znamenitosti
U Harkivu se nalazi najviša pravoslavna crkva na svijetu, Katedrala navještenja visoka 80 m. Značajna je i Katedrala uznesenja Marijina. Trg slobode je treći trg po veličini u Europi. Značajan je park i spomenik Tarasa Ševčenka. Poznata je zgrada Deržprom građena u modernom stilu konstruktivizma.

## Galerija
- Sjecište gradskih rijeka; Lopan i Harkiv
- Harkivski državni institut za kulturu
- Spomenik knezu Jaroslavu Mudrom
- Kapela Svete Tatjane
- Ukrajinska pravoslavna katedrala Presvetog navještenja
- Pogled na rijeku Lopan i dio grada
- Rimokatolička katedrala Sv. Marije u Gogoljevoj ulici
- Pokrovska katedrala i sjemenište

## Gradovi prijatelji
| - Bologna, Italija (1966.) - Brno, Češka (2005.) - Cetinje, Crna Gora (2011.) - Cincinnati, SAD (1989.) - Daugavpils, Latvija (2006.) - Gaziantep, Turska (2011.) - Jinan, Kina (2004.) - Kaunas, Litva (2001.) - Kutaisi, Gruzija (2005.) |  | - Lille, Francuska (1978.) - Moskva, Rusija (2001.) - Nižnji Novgorod, Rusija (2001.) - Nürnberg, Njemačka (1990.) - Poznań, Poljska (1998.) - Rishon LeZion, Izrael (2008.) - Sankt-Peterburg, Rusija (2003.) - Tianjin, Kina (1993.) - Varna, Bugarska (1995.) - Varšava, Poljska (2011.) |